# Маріо Ланца
Ма́ріо Ла́нца (англ. Mario Lanza); справжнє ім'я Альфредо Арнольдо Кокоцца (італ. Alfredo Arnoldo Cocozza) або Альфред Арнольд Кокоцца (англ. Alfred Arnold Cocozza) *31 січня 1921, Орендж, Філадельфія, Пенсільванія США — †7 жовтня 1959, Рим, Італія) — американський співак (тенор) й актор.

## Біографія
Народився в родині військового в відставці Антоніо Кокоцца й Марії Кокоцца-Ланца. Співати навчився підспівуючи записам Енріко Карузо. Перші справжні уроки співів від баритона Антоніо Скардуццо. Його наступним учителем стала Ірен Вільямс, яка також організовувала його виступи на різних громадських заходах. Наступною подією в кар'єрі співака стало прослуховування в Сергія Кусевицького, що його організував Вільям К. Хафф, концертним менеджером Філадельфійської музичної академії. Кусевицький запросив юнака навчатися в Танглвуді — школі для перспективних співаків і музикантів. На випускному іспиті Ланца заспівав партію Фентона у шкільній постановці опери Ніколаї «Віндзорські пустунки», відтак оперні критики не пропускали його повз очі.
У 1951 році Маріо Ланца співав роль Енріко Карузо у американському музичному біографічному фільмі 1951 року режисера Річарда Торпа — «Великий Карузо», який мав великий успіх. 1952 року разом з Доретою Морроу він знявся в фільмі «Тому що ти моя».
Голос Ланца — потужний, жорсткий, із сильним металевим призвуком, пронизливий ліричний тенор. Манера співу — експресивна, емоційна, з форсованим видобуванням звуку й жорсткою атакою звуку. Світлий, високий тембр із блискучими потужними верхніми нотами дозволяв співакові виконувати ліричні партії, а виняткова потуга й виразність голосу — драматичні. Маріо Ланца — яскравий зразок суто італійського стилю співу.
28 травня 1957 року співак із родиною приплив до Неаполя (Італія) для зйомок у фільмі «До побачення, Риме».
17 квітня 1959 року Маріо раптово зазнав серцевого нападу. 27 квітня у співака трапився другий серцевий напад і він опинився в римській клініці «Валле Джулія» (Valle Giulia) з інфарктом і двостороннім запаленням легень. 30 вересня зйомки фільму «Смійся, Паяце» були припинені через погане самопочуття артиста. У клініці при обстеженні в Маріо було виявлено ознаки атеросклерозу й гіпертонії.
Маріо Ланца помер 7 жовтня 1959 року в клініці «Валле Джулія» від обширного інфаркту за до кінця не з'ясованих обставин.

## Сім'я

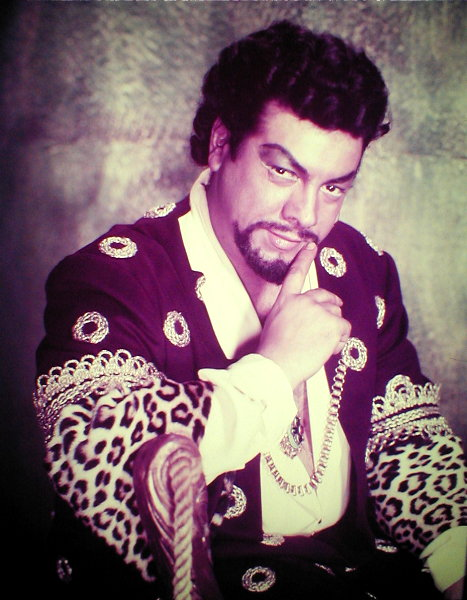
Маріо Ланца у фільмі «Серенада»

- дружина — Елізабет Джанет Гікс (Elizabeth Jeannette Hicks)
- діти — Колін, Еліза, Деймон, Марк
- онук — оперний тенор Кристіан Ланца (Cristian Lanza)

## Фільмографія[1]
- 1944 : «Крилата перемога» / (Winged Victory) — хорист
- 1949 : «Опівнічний поцілунок» / (That Midnight Kiss) — Джонні Донеті
- 1950 : «Рибалка з Нового Орлеана» / (The Toast of New Orleans) — Пепе Дюваль
- 1951 : «Великий Карузо» / (The Great Caruso) — Енріко Карузо
- 1952 : «Тому що ти моя» / (Because You're Mine) — Ренальдо Росано
- 1954 : «Принц-студент» / (The Student Prince) — тільки голос
- 1956 : «Серенада» / (Serenade) — Деймон Вінченті
- 1958 : «Сім пагорбів Риму» / (Seven Hills of Rome) — Марк Ревер
- 1959 : «Серенада великого кохання» / (For the First Time) — Тоніо Коста